# Tunnel de la Vierge
Le tunnel de la Vierge est un tunnel 
autoroutier double tube sur l’autoroute A75. Il est situé à côté de Lodève dans le département de l'Hérault.

## Caractéristiques
- Une longueur de 465 mètres
- Un diamètre de 15,5 mètres
- 3 voies dans le sens Sud > Nord
- 2 voies dans le sens Nord > Sud

## Historique
Il est achevé en janvier 2005.
- Le premier tube, ouvert en 1983 à la circulation, se situait sur la RN9.
- La reprise du tracé par l'A75 demanda de percer un second tube et mettre aux normes autoroutières la RN9. Le second tube fut ouvert à la circulation en janvier 2005.